# Birkbeck, Uniwersytet Londyński
Birkbeck, Uniwersytet Londyński, znany również jako Birkbeck College, oficjalny akronim BBK (ang. Birkbeck, University of London) – brytyjska szkoła wyższa, wchodząca w skład Uniwersytetu Londyńskiego.
Siedziba uczelni mieści się w dzielnicy Bloomsbury, dodatkowo uczelnia posiada kampus w dzielnicy Stratford. Uczelnia oferuje ponad 200 kierunków w ramach studiów licencjackich i magisterskich. Wśród absolwentów uniwersytetu jest m.in. pięciu laureatów Nagrody Nobla, członkowie Parlamentu Zjednoczonego Królestwa Wielkiej Brytanii i Irlandii Północnej, a także jeden Premier Wielkiej Brytanii.

## Historia
Założycielem uczelni jest George Birkbeck, z którego inicjatywy w 1823 roku powstał London Mechanic’s Institution. Z biegiem czasu uczelnia stała się integralną częścią University of London (1926) i zmieniła nazwę na obecnie obowiązującą (2002).
Uczelnia organizuje kursy zarówno pierwszego poziomu (undergraduate), kończące się przyznaniem tytułu licencjata (bachelor) jak i kursy II i III poziomu (magisterskie – MPhil i doktoranckie PhD).
Główny budynek uczelni mieści się przy Malet Street w Bloomsbury w pobliżu British Museum.
Birkbeck składa się z czterech wydziałów podzielonych na kilkanaście szkół. Wydziały te to: Faculty of Arts, Faculty of Continuing Educations, Faculty of Science oraz Faculty of Social Sciences.
Kadra uczelni cieszy się doskonałą reputacją, potwierdzają to wysokie noty uzyskiwane w między innymi Research Assesment Exercise (RAE) – przedmioty takie jak Filologia angielska, Historia, Historia sztuki, Filozofia, Iberystyka, Prawo, Nauka o Ziemi, Ekonomia i ekonometria oraz Politologia i stosunki międzynarodowe uplasowały się w pierwszej dziesiątce wśród brytyjskich uczelni w 2001 roku.
Kilka szkół wchodzących w skład uniwersytetu (School of English and Humanities oraz School of Economics, Mathematics & Statistics) uzyskało najwyższą notę 5* co plasuje je na równi z takimi uniwersytetami jak Oxford czy Cambridge.
W roku 2004 uniwersytet umieszczony został na liście pięciuset najlepszych uniwersytetów świata (Shanghai Jiao Tong University's Top 500 World Universities ranking).
Regularnie wydawany jest magazyn studencki Lamp and Owl nawiązujący nazwą do tradycji i motta uczelni In nocte consilium. Birkbeck należy do 1994 Group.

## Znani absolwenci
m.in.
- Ramsay MacDonald – pierwszy laburzystowski premier Wielkiej Brytanii
- Sidney Webb – 1. baron Passfield, minister w rządach Ramsaya MacDonalda
- Marcus Garvey –  ideolog czarnego nacjonalizmu (garveizm)
- William Joyce – niemiecki propagandysta